# Sønderhav
Sønderhav (tysk: Süderhaff) er en lille landsby beliggende i Sønderjylland på den danske del af Flensborg Fjord ud for Okseøerne. Den ligger i Aabenraa Kommune og hører til Region Syddanmark.
Stedet er nok mest kendt for Annies Kiosk samt Hotel Sønderhav (nedbrændt 8. februar 2012).
Gennem området går også Gendarmstien, der blev oprettet ved Genforeningen i 1920. Stien går fra Padborg til Høruphav, senere i 2016 til Skovby på Als.
- Annies Kiosk
- Udsigt til Okseøerne

54°51′35″N 9°29′52″Ø / 54.85972°N 9.49778°Ø